# Bisbat d'Acerra
El bisbat d'Acerra  (italià: Diocesi di Acerra; llatí: Dioecesis Acerrarum) és una seu de l'Església catòlica, sufragània de l'arquebisbat de Nàpols, que pertany a la regió eclesiàstica Campània. El 2012 tenia 121.763 batejats d'un total de 123.887 habitants. Actualment està regida pel bisbe Antonio Di Donna.

## Territori
La diòcesi comprèn els municipis d'Acerra i, a la regió anomenada "Licignano" (la resta pertany a l'arquebisbat de Nàpols i al bisbat de Nola) a la província de Nàpols; i Arienzo, Cervino (amb l'excepció de la part La Vittoria, que forma part de la bisbat de Caserta), San Felice a Cancello, Santa Maria a Vico, a la província de Caserta.
Limita a l'oest amb el bisbat d'Aversa, al nord-oest amb la diòcesi de Caserta, al nord amb la diòcesi de Cerreto Sannita, al sud amb la diòcesi de Nola i al sud-oest amb l'arxidiòcesi de Nàpols.
El territori dels actuals municipis d'Arienzo, Cervino, San Felice a Cancello, Santa Maria a Vico pertanyien a la diòcesi de Suèssola. Aquesta va ser suprimida el 1056, perquè la ciutat va ser destruïda i abandonada pels seus ciutadans; de fet, el 1059, Suèssola ja no apareix a la llista de diòcesis; i Acerra va esdevenir seu episcopal. Durant molts segles, fins al 1855, la diòcesi només incloïa Acerra, Licignano i el lloc de l'antiga ciutat d'Arienzo. Com a conseqüència del Concordat de 1818 amb el Regne de les Dues Sicílies, Acerra es va unir a la diòcesi de Sant' Agata dei Goti (ara a la diòcesi de Cerreto Sannita), i en 1855 es va separar, amb l'addició dels municipis de San Felice a Cancello, Cervino, Arienzo i Santa Maria a Vico.
La seu episcopal és la ciutat d'Acerra, on es troba la catedral de Santa Maria Assunta.
El territori està dividit en 28 parròquies.

## Història
La diòcesi va ser erigida el segle xi. La data de la fundació no és certa; alguns autors consideren que la diòcesi d'Acerra és la continuació de l'antiga seu de Suèssula, erigida al segle ix; aquesta hipòtesi està recolzada també pel fet que les ruïnes de l'antiga ciutat estan gairebé íntegrament en l'àmbit municipal d'Acerra.
Entre 1059 i 1060 va ser governada personalment pel Papa Nicolau II, va arribar a consagrar a la nova diòcesi alguns bisbes i un cardenal.
El primer bisbe conegut és Girardo, com ho demostra una butlla, en pergamí d'època normanda, on es fa una concessió a un monjo benedictí. La Diòcesi d'Acerra va estar originalment immediatament subjecta a la Santa Seu, però aviat va esdevenir sufragània de l'arxidiòcesi de Nàpols.
El 1653 el bisbe Mansueto Merati fundà el seminari.
El 27 de juny de 1818 el Papa Pius VII, amb butlla De utiliori la uní aeque principaliter a la diòcesi de Sant'Agata de' Goti, fins a la seva divisió el 23 de març de 1855.

## Cronologia episcopal
- Girardo † (1098 - 1116)
- Bartolomeo † (citat el 1179)
- Romano † (segle xii)
- Gentile I † (citat el 1242)
  - Teodino, O.S.B. † (vers 1261 - ?) (usurpador)
  - Bernardo Aiglero † (29 de març de 1262 - ?) (administrador apostòlic)
- Luca ? † (1274 - ?)[5]
- Tommaso † (1286 - finals de 1304)
- Gentile II † (1307- 1308)
- Guglielmo † (1308 - 1313)
- Giovanni d'Esertelle, O.Cist. † (1316 - 1331)
- Filippo † (? - 1331 mort)
- Pietro, O.F.M. ? † (1331 - ?)[6]
- Giovanni II, O.F.M. † (1332 - 20 de desembre de 1342 nomenat bisbe de Bagnoregio)
- Matteo di Castro, O.F.M. † (20 de desembre de 1342 - 1344 mort)
- Enrico de Monte, O.P. † (27 de maig de 1344 - 1348 mort)
- Ranieri † (27 d'octubre de 1348 - 1354 ? mort)
- Federico di Somma, O.P. † (28 de febrer de 1358 - vers 1362 mort)
- Giovanni III di Patti, O.P. † (6 de març de 1363 - 1384 ? mort)
- Benedetto da Ascoli, O.S.A. † (1389 mort?)
- Tommaso II † (12 de desembre de 1394 - 1403 mort)
- Angelo de Conciliis † (30 de juliol de 1403 - vers 1429 mort)
- Filippo II † (18 de maig de 1429 - 1434 mort)
- Nicola da Urbino, O.FM. † (6 de setembre de 1434 - 1439 mort)
- Nicola Descari[7] † (20 de setembre de 1439 - 1451 jubilat)
- Bertrando † (5 d'abril de 1451 - 1452 mort)
- Leone Cortese † (2 d'octubre de 1452 - 1497 ? mort)
- Roberto de Noya, O.P. † (15 de març de 1497 - 15 d'abril de 1504 nomenat arquebisbe de Nasso e Paro)
- Nicolò de Noya, O.P. † (15 d'abril de 1504 - 1511 mort)
- Vincenzo de Corbis † (22 d'agost de 1511 - 1511 mort)
- Juan de Vich, O.P. † (23 de juliol de 1512 - 1526 mort)
- Carlo I degli Ariosti † (28 de gener de 1527 - 1535 mort)[8]
  - Giampietro Carafa † (26 de juliol de 1535 - 1537 retirat, posteriorment elegit papa amb el nom de Pau IV)[9] (administrador apostòlic)
  - Gianvincenzo Carafa † (26 de juliol de 1537 - 14 d'abril de 1539) (administrador apostòlic)
- Giampaolo da Pisa † (21 d'abril de 1539 - 1554 mort)
  - Paolo Ricciardi † (1554 - 1554 mort) (bisbe electe)
- Gianfrancesco Sanseverino † (6 de juliol de 1556 - 1559 mort)
- Giovanni Fabrizio Sanseverino † (13 de març de 1560 - 23 de juliol de 1568 nomenat bisbe de Trivento)
- Juan Vázquez Coronado de Sayás Urtado † (23 de juliol de 1568 - 1571 mort)
- Scipione Salernitano † (16 de juliol de 1571 - 1581 mort)
- Marcello Maiorana, C.R. † (13 de novembre de 1581 - 13 de novembre de 1586 mort)
- Giambattista del Tufo, C.R. † (17 d'agost de 1587 - 1603 retirat)
- Juan Gurrea † (23 de juny de 1603 - 1606 mort)
- Vincenzo Pagano, C.R. † (20 de novembre de 1606 - vers 1641 mort)
  - Gundisalvo Pacecco, O.S.A. † (1641 - 1641 mort) (bisbe electe)
- Mansueto Merati, B. † (13 de juliol de 1644 - 28 d'agost de 1661 mort)
- Placido Carafa, C.R. † (9 d'abril de 1663 - 31 de desembre de 1672 mort)
- Carlo De Angelis † (17 de desembre de 1674 - 14 de setembre de 1691 mort)
- Carlo de Tilly † (21 de gener de 1692 - 3 de juny de 1697 nomenat bisbe de Monopoli)
- Giuseppe Rodoeri di Montagna † (1 de juliol de 1697 - d'octubre de 1699 mort)
- Benito de Noriega, O.F.M. † (28 de maig de 1700 - de març de 1708 mort)
  - Sede vacante (1708-1717)
- Giuseppe Maria Positani, O.P. † (22 de novembre de 1717 - 27 de setembre de 1723 nomenat arquebisbe d'Acerenza i Matera)
- Domenico Antonio Biretti † (11 de juny de 1725 - 23 de desembre de 1760)
- Ciro de Alteriis † (6 d'abril de 1761 - 13 d'octubre de 1775 mort)
- Gennaro Giordano † (20 de maig de 1776 - febrer de 1789 mort)[10]
- Giovanni Leonardo Maria De Fusco, O.P. † (27 de febrer de 1792 - vers 1795 mort)
- Orazio Magliola † (18 de desembre de 1797 - 3 de gener de 1829 mort)
- Emanuele Maria Bellorado, O.P. † (18 de maig de 1829 - 29 d'octubre de 1833 mort)
- Taddeo Garzilli † (20 de gener de 1834 - 5 de març de 1848 mort)
- Francesco Iavarone † (20 d'abril de 1849 - 19 d'agost de 1854 mort)
- Giuseppe Gennaro Romano † (23 de març de 1855 - 26 de març de 1864 mort)
  - Sede vacante (1864-1872)
- Giacinto Magliulo † (23 de febrer de 1872 - 1899 mort)
- Francesco De Pietro † (14 de desembre de 1899 - 28 de gener de 1932 jubilat)
- Nicola Capasso † (13 de març de 1933 - 16 de febrer de 1966 jubilat)
  - Sede vacante (1966-1978)
  - Vittorio Longo † (1966 - 1970) (administrador apostòlic)
  - Guerino Grimaldi † (1971 - 1978) (administrador apostòlic)
- Antonio Riboldi, I.C. (25 de gener de 1978 - 7 de desembre de 1999 jubilat)
- Salvatore Giovanni Rinaldi (7 de desembre de 1999 - 18 de setembre de 2013 jubilat)
- Antonio Di Donna, des del 18 de setembre de 2013

## Estadístiques
A finals del 2012, la diòcesi tenia 121.763 batejats sobre una població de 123.887 persones, equivalent al 98,3% del total.
| any  | població | població | població | sacerdots | sacerdots       | sacerdots       | sacerdots             | diaques | religiosos | religiosos | parroquies |
| ---- | -------- | -------- | -------- | --------- | --------------- | --------------- | --------------------- | ------- | ---------- | ---------- | ---------- |
| any  | batejats | total    | %        | total     | clergat secular | clergat regular | batejats por sacerdot | diaques | homes      | dones      |            |
| 1950 | 59.900   | 60.000   | 99,8     | 71        | 46              | 25              | 843                   |         | 35         | 80         | 20         |
| 1959 | 59.800   | 60.000   | 99,7     | 71        | 46              | 25              | 842                   |         | 30         | 75         | 21         |
| 1970 | 67.974   | 67.980   | 100,0    | 70        | 41              | 29              | 971                   |         | 47         | 106        | 22         |
| 1980 | 84.152   | 86.430   | 97,4     | 59        | 40              | 19              | 1.426                 |         | 36         | 67         | 23         |
| 1990 | 86.720   | 89.515   | 96,9     | 53        | 33              | 20              | 1.636                 |         | 32         | 65         | 24         |
| 1999 | 96.616   | 99.786   | 96,8     | 48        | 30              | 18              | 2.012                 |         | 43         | 74         | 24         |
| 2000 | 96.616   | 99.786   | 96,8     | 48        | 30              | 18              | 2.012                 |         | 41         | 72         | 24         |
| 2001 | 96.968   | 100.138  | 96,8     | 47        | 29              | 18              | 2.063                 |         | 41         | 72         | 24         |
| 2002 | 97.000   | 101.138  | 95,9     | 47        | 29              | 18              | 2.063                 |         | 26         | 72         | 24         |
| 2003 | 97.021   | 101.160  | 95,9     | 48        | 29              | 19              | 2.021                 |         | 28         | 74         | 25         |
| 2004 | 103.860  | 108.291  | 95,9     | 52        | 28              | 24              | 1.997                 |         | 35         | 75         | 26         |
| 2006 | 105.000  | 108.160  | 97,1     | 49        | 28              | 21              | 2.142                 |         | 26         | 50         | 26         |
| 2011 | 112.800  | 116.600  | 96,7     | 56        | 36              | 20              | 2.014                 |         | 21         | 46         | 28         |
| 2012 | 121.763  | 123.887  | 98,3     | 53        | 33              | 20              | 2.297                 | 4       | 26         | 47         | 28         |